# Wenjiang, Fujian
Wenjiang (kinesiska: 文江) är en köping i sydöstra Kina. Den ligger i Datian härad i staden Sanming i provinsen Fujian, omkring 140 kilometer väster om provinshuvudstaden Fuzhou. Antalet invånare är 13 384. Befolkningen består av 6 195 kvinnor och 7 189 män. Barn under 15 år utgör 12,0 %, vuxna 15-64 år 0,00 %, och äldre över 65 år 11,0 %.